# Brain Stew/Jaded
«Brain Stew» y «Jaded» («Cocido cerebral» y «Hastiado») son el tercero y cuarto sencillo del álbum Insomniac de la banda de Punk Rock, Green Day. Aunque de temática distinta, al ser transicionales en el álbum fueron presentadas juntas como sencillo, forman parte del mismo vídeo, normalmente son ejecutadas una tras otras en los conciertos de la banda.
«Brain stew» fue escrita a partir de las alucinaciones causadas por el insomnio que el líder de la banda Billie Joe Armstrong sufría.
Debido a la simplicidad de «Brain stew», una canción que consta de tan sólo 5 acordes y cinco notas de bajo, y una tabla rítmica de batería, aparte de las explosivas transiciones de Tré Cool, esta canción es una de las primeras en aparecer en el repertorio de muchas bandas amateur.
El video musical se divide en dos partes: (una con la canción Brain Stew y otra con la canción de Jaded). La primera parte representa la banda cantado la canción en un colchón siendo transportada por un tractor al alrededor de un basurero y finaliza con la escena de un perro dando vueltas en el suelo, iniciando la segunda parte del vídeo que representa la banda tocando la canción (“Jaded”) con efectos de color.

## Lista de canciones
| Sencillo en CD |                                 |          |  |
| N.º            | Título                          | Duración |  |
| 1.             | «Brain Stew/Jaded»              | 4:43     |  |
| 2.             | «Do Da Da»                      | 1:30     |  |
| 3.             | «Good Riddance»                 | 1:59     |  |
| 4.             | «Brain Stew» (Clean Radio Edit) | 3:13     |  |

| 7 Vinyl Box Set |                           |          |  |
| N.º             | Título                    | Duración |  |
| 1.              | «Brain Stew/Jaded»        | 4:43     |  |
| 2.              | «Walking Contradiction»   | 2:31     |  |
| 3.              | «Brain Stew/Jaded» (Live) | 4:23     |  |
| 4.              | «No Pride»                | 2:19     |  |

| Casete |                    |          |  |
| N.º    | Título             | Duración |  |
| 1.     | «Brain Stew/Jaded» | 4:43     |  |
| 2.     | «Good Riddance»    | 1:59     |  |

| CD Promocional Estados Unidos |                                    |          |  |
| N.º                           | Título                             | Duración |  |
| 1.                            | «Brain Stew/Jaded» (Radio Version) | 4:43     |  |
| 2.                            | «Brain Stew» (Radio Version)       | 3:13     |  |

| CD Promocional Reino Unido |              |          |  |
| N.º                        | Título       | Duración |  |
| 1.                         | «Brain Stew» | 3:13     |  |

## Posicionamientos
| Año  | Sencillo         | Conteo                      | Posición |
| ---- | ---------------- | --------------------------- | -------- |
| 1996 | Brain stew       | Modern Rock Tracks (US)     | N.º 3    |
| 1996 | Brain stew/Jaded | Mainstream Rock Tracks (US) | N.º 8    |
| 1996 | Brain stew/Jaded | Official UK Singles Chart   | N.º 28   |